# The Night Listener (film)
The Night Listener is een Amerikaanse speelfilm uit 2006 onder regie van Patrick Stettner. Het is een verfilming van de gelijknamige roman door Armistead Maupin.

## Verhaal
Gabriel Noone is de presentator van een nachtelijke radioshow. Zijn relatie met zijn vriend is na tien jaar stukgelopen. Over de telefoon begint hij een vertrouwensrelatie met de dertienjarige Pete Logand, die hem vertelt over jarenlang seksueel misbruik door zijn ouders. Hoe meer Noone over Logand te weten komt, hoe groter de chaos in zijn eigen leven wordt.

## Rolverdeling
- Robin Williams - Gabriel Noone
- Toni Collette - Donna
- Sandra Oh - Anna
- Rory Culkin - Pete
- John Cullum - Noone's vader